# Rozhledna Závist
Rozhledna Závist je dřevěná rozhledna nacházející se na Hradišti Závist jen několik kilometrů od Dolních Břežan v okrese Praha-západ v bezprostřední blízkosti největšího keltského oppida ve středních Čechách – oppida Závist. Rozhledna byla postavena podle projektu architektonického ateliéru Huť architektury Martina Rajniše  v rámci 1. etapy projektu Závist–Zpřístupnění, který by měl široké veřejnosti prezentovat výsledky archeologických výzkumů v této oblasti.

## Popis
Stavba válcovité, 32 metrů vysoké dřevěné rozhledny Závist byla zahájena v září 2021 a ještě téhož roku v prosinci byla dokončena. Základní konstrukce rozhledny s trojúhelníkovitým půdorysem je tvořena trojicí dřevěných (modřínových) sloupů, které obepínají kruhovité schodiště, po kterém se návštěvníci dostanou na vyhlídkovou plošinu ve výšce 24 metrů. Kruhovité schodiště je dostatečně široké a umožňuje současný pohyb osob jak vzhůru, tak dolů. Vrcholová plošina je navržena tak, že je schopna pojmout téměř 30 návštěvníků najednou. Celá konstrukce rozhledny má ocelové zavětrování – je k podkladu (zemi) upoutána ocelovými táhly.

## Pohledy
Z rozhledny je za dobrého počasí vidět některé dominanty Prahy a Středočeského kraje (např. vysílač Cukrák na protějším břehu Vltavy). Rozhledna poskytuje primárně pohledy na nejbližší terén pod ní, tj. na keltské oppidum. V rámci tzv. virtuální archeologie je připravována mobilní aplikace umožňující se podívat prostřednictvím chytrých telefonů na akropoli, respektive na to, jak vypadala v různých etapách svého vývoje.

## Přístup
Přístup k rozhledně je pouze pěší. Automobil lze zaparkovat buď přímo v Dolních Břežanech na parkovišti u hřbitova, nebo na parkovišti mateřské školy K Hradišťátku nebo v Břežanském údolí na parkovišti u Zoo koutku. Při použití autobusu se doporučuje vystoupit na návsi v obci Lhota. Z tohoto místa je k rozhledně as 2 km pěší chůze převážně rovinatým terénem.

## Kontroverze
Podle názoru odpůrců projektu Závist–Zpřístupnění takovýto druh stavby na keltské oppidum nepatří, a pokud by zde měla být rozhledna, tak nikoliv v takovémto provedení. Web Seznam Zprávy též uvedl, že projekt rozhledny nesplňuje požadavky památkářů, neboť výrazně převyšuje okolní stromy. Projekt Závist–Zpřístupnění (autorem studie je architekt Josef Pleskot) počítá s umístěním velkých betonových desek (nabarvených na červeno, modrofialovo, žluto, tyrkysovo, temnězeleno a černo a vsazených do betonové obruby) na vrcholu kopce v sousedství rozhledny. Betonové kvádry by měly symbolicky připomínat původní stavby, odhalené při archeologických průzkumech (v rámci tzv. zhmotnění půdorysů, které tam jsou zasypané). (Projekt hovoří o prezentaci pozůstatků architektury z časně laténské doby.)